# Jean-Henri Eberts
Pour les articles homonymes, voir Eberts.
Jean-Henri Eberts (également connu sous le nom de Johann Heinrich Eberts), né en 1726 et mort en 1793, est un banquier, marchand d'art et graveur amateur français.

## Biographie
Originaire de Strasbourg, Jean-Henri Eberts était un banquier et marchand d'art qui pratiquait aussi la gravure en amateur. Il était ami, et associé en affaires, avec Johann Georg Wille à Paris. Il fut nommé Associé honoraire de l'Académie impériale d'Augsburg (de).
Un portrait par Jakob Emanuel Handmann, peint à Berne en 1759, est supposé le représenter. En fond du portrait on reconnaît trois gravures : La Tricoteuse Hollandoise par Johann Georg Wille d'après Frans Van Mieris, Le Pucelage gravé par Eberts d'après un dessin de Wille, et Jeannette, également d'Eberts, d'après François Boucher.

## Œuvres
- Le Pucelage (d'après Jean-Georges Wille)
- Jeanette (d'après François Boucher)

## L'«athénienne»
Eberts est un touche-à-tout et s'intéresse aussi aux arts décoratifs. Il crée un nouveau meuble, qu'il nomme "athénienne" d'après le tableau de Joseph-Marie Vien, La vertueuse Athénienne (1763). L'antiquité est alors à la mode: l'"athénienne" est une sorte de trépied antique, surmonté d'une vasque et qui, d'après une publicité parue dans l'Avant-Coureur du 27 septembre 1773, a de multiples usages: du brûle-parfum à la corbeille de fleurs en passant par le réchaud pour la soupe. C'est un succès immédiat et durable: Mme Du Barry elle-même en achète une.

## LeMonument du Costume
Dans les années 1770, Eberts a bien conscience de l'importance de la création de mode à Paris et de l'influence internationale qu'elle exerce. Il imagine de créer une suite d'estampes, destinées à la collection, décrivant en livraisons annuelles la mode vestimentaire, le cadre de vie et les occupations des élégants Parisiens qu'il côtoie au quotidien. Il conçoit douze scènes suivant le déroulement de la journée d'une coquette, écrit les textes et confie la réalisation des gravures au jeune Sigmund Freudenberger, dit Freudeberg. La Première Suite d'Estampes pour servir à l'histoire des mœurs et du Costume en France au XVIIIe siècle paraît en 1775. C'est un relatif échec, Freudeberg ayant quitté la France et n'ayant pas supervisé correctement l'exécution des gravures. Eberts se tourne ensuite vers Jean-Michel Moreau dit le Jeune, qui livre les Seconde et Troisième Suites d'estampes respectivement en 1776 et 1783. Elles décrivent, l'une les occupations d'une jeune mère, de l'annonce de sa grossesse à son retour à la Cour, l'autre la journée d'un élégant remplie de distractions. Ces deux suites d'estampes connaissent un énorme succès, et vont être reprises, copiées, et finalement compilées en 1789 avec un nouveau texte écrit par Rétif de la Bretonne. C'est sous cette dernière forme, appelée le Monument du Costume, que ces estampes ont connu un succès durable jusqu'à nos jours, au point de servir d'illustration dans la plupart des histoires du costume publiées aux XIXe et XXe siècles.